# Lebenshilfe Frankfurt am Main
Die Lebenshilfe Frankfurt am Main e. V. ist ein im Jahr 1961 gegründeter gemeinnütziger Verein mit Sitz in Frankfurt am Main. Der Verein wurde von Müttern und Vätern von Menschen mit geistigen Behinderungen gemeinsam mit Fachleuten wie Medizinern und Pädagogen als Selbsthilfevereinigung gegründet.
Das ehrenamtliche Engagement von Mitgliedern und Freunden ist bis heute ein Hauptmerkmal des Vereins. Die Lebenshilfe Frankfurt vertritt die Interessen von Menschen mit geistigen Behinderungen und erbringt soziale Dienste. Mehr als 1.200 Menschen werden von der Lebenshilfe Frankfurt unterstützt (Stand November 2022). Die Dienste werden neben dem Lebenshilfe Frankfurt am Main e. V. durch die Lebenshilfe Frankfurt Ambulante Dienste gGmbH und die Lebenshilfe Frankfurt Wohnen gGmbH erbracht. Der Verein und die Gesellschaften sind Mitglieder im Deutschen Paritätischen Wohlfahrtsverband. Der Verein wird durch die Lebenshilfe Stiftung Frankfurt gefördert, die inklusiven Wohnraum schafft.
Die Lebenshilfe Frankfurt unterstützt Menschen mit Behinderung dabei, gleichberechtigt am Leben in der Gesellschaft teilzunehmen. Von der Frühförderung über Bildungsangebote für Kinder, Jugendliche und Erwachsene bis zu Wohnangeboten setzen sich der Verein, die gemeinnützigen GmbHs und die Stiftung Lebenshilfe Frankfurt für eine inklusive Gesellschaft ein.

## Erklärung des gemeinnützigen Zwecks
Zweck des Vereins ist die Wahrnehmung der Interessen und Förderung der Rechte von Menschen mit Behinderung, psychosozialer Beeinträchtigung und Hilfebedarf sowie deren Eltern, Angehörigen und Betreuern.
Menschen mit geistiger Behinderungen haben einen Rechtsanspruch auf Unterstützungsleistungen. Ziel dieser Rechtsansprüche ist es, ihre Selbstbestimmung und ihre Teilhabe am Leben in der Gesellschaft zu fördern sowie Benachteiligungen zu vermeiden oder ihnen entgegenzuwirken (siehe Bundesteilhabegesetz, Neuntes Buch Sozialgesetzbuch, Übereinkommen über die Rechte von Menschen mit Behinderungen). Die Lebenshilfe Frankfurt will durch ihre Interessenvertretung und ihre Unterstützungsangebote dafür sorgen, dass diese Rechtsansprüche umgesetzt werden.

## Grundziele
Die Lebenshilfe Frankfurt unterstützt und berät mehr als 1.200 Menschen in Frankfurt am Main (Stand November 2022). Das zentrale Ziel der Lebenshilfe Frankfurt ist es, Inklusion zu verwirklichen.
Inklusion bedeutet für die Lebenshilfe Frankfurt, dass alle Menschen in ihrer Einzigartigkeit einbezogen werden. Auch Menschen mit umfassendem Unterstützungsbedarf. Menschen mit Behinderung sollen dafür die Unterstützung bekommen, die sie benötigen. Die Lebenshilfe Frankfurt setzt sich deshalb für den inklusiven Zugang zu Förderung, Bildung, Freizeit, Wohnraum und für passende Unterstützungsangebote ein.
Inklusion ist ein Menschenrecht. Dieses Recht ist in der Konvention der Vereinten Nationen über die Rechte von Menschen mit Behinderung festgeschrieben. Die Angebote der Lebenshilfe Frankfurt haben das Ziel, das Recht an Teilhabe umzusetzen.

## Geschichte
Am 27. Juni 1961 wurde die „Lebenshilfe für das geistig behinderte Kind Frankfurt e. V.“ von Christine Heuser und weiteren engagierten Eltern und Fachleuten gegründet. Vor dem Hintergrund der Erfahrungen der Ermordung von Menschen mit Behinderung durch Nationalsozialisten (NS-Regime) nur wenige Jahre zuvor (Euthanasie), ging der Verein gegen die Ausgrenzung, Isolation der Kinder und ihrer Familien vor. Bis dahin hatten diese Kinder kaum Kontakt zu anderen Kindern und keine Möglichkeit der Teilhabe an Angeboten des öffentlichen Lebens wie Kindergarten, Schule oder Freizeitverein. Für diese damals ausgrenzte Gruppe der Gesellschaft, wollte der Verein einen Raum für Begegnung schaffen.

„Die Gründung der Lebenshilfe war für mich eine Art Offenbarung, weil ich zum ersten Mal Menschen traf, die die Probleme der geistig Behinderten ernst nahmen und etwas für sie tun wollten.“

In einer Zeit, in der die Familien mit Menschen mit Behinderung an vielen Stellen auf sich allein gestellt waren, organisierten die Eltern Freizeitangebote, eine integrative Kinderbetreuung und die Frühförderung. Ihre Intention war ein Leben in einer offenen Gesellschaft.
Aus einem Verein, der zu Beginn vom Ehrenamt geprägt war, hat sich die Lebenshilfe Frankfurt im Laufe von 60 Jahren zu einem mittelständischen Sozialunternehmen entwickelt. 2022 arbeiten rund 500 Mitarbeitende und mehr als 430 Mitglieder an dem Ziel der Selbstbestimmung aller Menschen – egal ob mit oder ohne Behinderung. Das bedeutet auch, dass Angebote nicht nur für, sondern auch mit Menschen mit Behinderung entwickelt werden.

## Angebote der Lebenshilfe Frankfurt
Der Verein Lebenshilfe Frankfurt am Main e. V., die Tochtergesellschaft Lebenshilfe Frankfurt Ambulante Dienste gGmbH, die Lebenshilfe Frankfurt Wohnen gGmbH und die Lebenshilfe Stiftung Frankfurt wirken zusammen, arbeiten jedoch als eigenständige Organisationen.
17 verschiedene Angebote an 16 Standorten im gesamten Stadtgebiet von Frankfurt am Main bietet die Lebenshilfe Frankfurt mit allen Organisationen.
- Frühförder- und Beratungsstellen
- Integrative Kindereinrichtungen
- Schulassistenz
- Sozialpädagogische Familienhilfe
- Ambulante Familienhilfe
- Inklusive Bildungsangebote
- Inklusive Freizeit- und Reiseangebote
- Kunstatelier, Kunstgalerie und Kunstakademie
- Inklusive Wohnprojekte
- Wohnstätten
- Betreutes Wohnen
- Selbsthilfeplattform und Forum für Angehörige
- Selbstvertreter-Rat

## Lebenshilfe Stiftung Frankfurt
Die Lebenshilfe Stiftung Frankfurt wurde 2001 gegründet, mit dem Ziel, Wohnraum für Menschen mit Behinderung zu schaffen. Seit 2001 wurden insgesamt 29 Appartements an drei Standorten geschaffen. Weitere Projekte sind in Planung. Darüber hinaus unterstützt die Stiftung Projekte aus den Bereichen Freizeit und Sport, Bildung und Fortbildung, Maßnahmen zur Teilhabe am Leben in der Gemeinschaft.